# 奈赞
奈赞（法語：Naizin，法語發音：[nɛzɛ̃]）是法国莫尔比昂省的一个旧市镇，属于蓬蒂维区。2016年1月1日，奈赞与邻近的2个市镇合并为新市镇埃沃利斯，奈赞为新市镇行政中心。

## 地理
奈赞（47°59'22"N, 2°49'55"W）面积40.99 平方千米，位于法国布列塔尼大區莫尔比昂省，该省份为法国西北部沿海省份，位于布列塔尼半岛南部，北起阿摩尔滨海省、西接菲尼斯泰尔省，南濒大西洋，东南接大西洋卢瓦尔省，东临伊勒-维莱讷省。
与奈赞接壤的市镇（或旧市镇、城区）包括：凯尔富恩、克雷丹、雷吉尼、莫雷阿克、勒曼戈勒、穆斯图瓦尔-勒曼戈勒、努瓦亚勒蓬蒂维。
奈赞的时区为UTC+01:00、UTC+02:00（夏令时）。

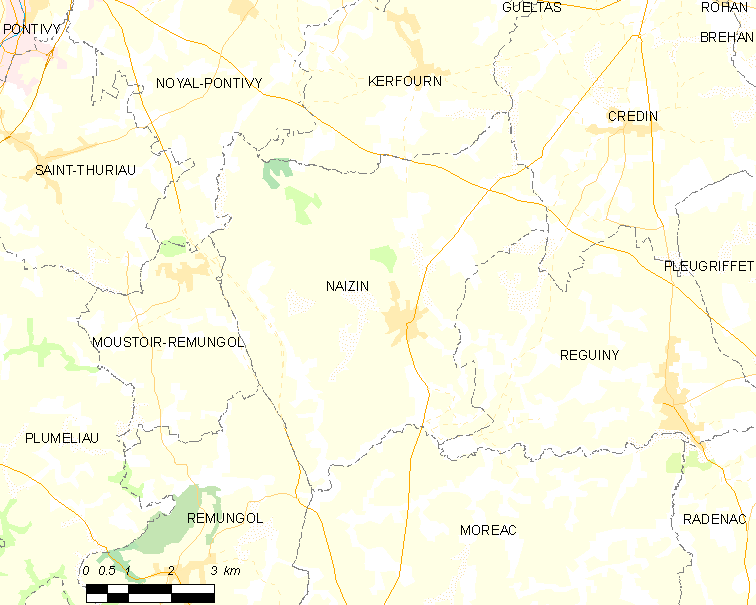
奈赞的OSM定位图

## 行政
奈赞的邮政编码为56500，INSEE市镇编码为56144。

## 政治
奈赞所属的省级选区为格朗尚县。

## 人口

1962-2008年间奈赞人口变化图示

奈赞于2018年1月1日时的人口数量为1803人。